# Roots to Branches
Roots to Branches är det 19:e studioalbumet av det brittiska bandet Jethro Tull som släpptes i september 1995 av skivbolaget Chrysalis Records. Albumet innehåller Jethro Tulls klassiska progressiva rock- och folkrock från 1970-talet, tillsammans med jazz och arabiska och indiska influenser. Alla låtar skrevs av Ian Anderson och spelades in i hans hemmastudio. Detta är det sista Tull-albumet med Dave Pegg på basgitarr, och det första med keyboardisten Andrew Giddings som officiell bandmedlem, även om han bidragit till inspelningen av albumet Catfish Rising från 1991. Det var också det sista Jethro Tull-albumet som släpptes genom Chrysalis Records. En remastered utgåva av albumet släpptes i januari 2007.

## Låtlista
1. "Roots to Branches" – 5:11
2. "Rare and Precious Chain" – 3:35
3. "Out of the Noise" – 3:25
4. "This Free Will" – 4:05
5. "Valley" – 6:07
6. "Dangerous Veils" – 5:35
7. "Beside Myself" – 5:50
8. "Wounded, Old and Treacherous" – 7:50
9. "At Last, Forever" – 7:55
10. "Stuck in the August Rain" – 4:06
11. "Another Harry's Bar" – 6:21

- Alla låtar skrivna av Ian Anderson.

## Medverkande
Jethro Tull
- Ian Anderson – sång, flöjt, akustisk gitarr
- Martin Barre – elektrisk gitarr
- Dave Pegg – basgitarr (på spår 3, 5 & 11)
- Andrew Giddings – keyboard
- Doane Perry – trummor, percussion

Bidragande musiker
- Steve Bailey – basgitarr (på spår 1, 6, 7, 8, 9 & 10)

Produktion
- Ian Anderson – musikproducent, ljudtekniker
- Chris Blair – mastering
- Zarkowski Designs – omslagsdesign, omslagskonst
- Martyn Goddard – foto
- Peter Mew – remastering